# 표준 잣대
천문학에서 표준 잣대(척도)는 실제의 물리적 크기가 알려져 있는 천체를 의미한다. 하늘에서 각 크기를 측정하고 간단한 삼각법을 이용하면 지구로부터의 거리를 결정할 수 있다. 간단히 말해서 고정된 크기의 물체는 멀리 떨어져 있을수록 작게 보이기 때문이다.
거리 측정은 우주론에서 매우 중요하다. 거리와 천체의 적색편이 사이의 관계는 우주의 팽창률과 기하학을 측정하는 데 사용할 수 있기 때문이다. 천체의 거리는 표준 촉광을 사용하여 측정할 수도 있다. 우주 거리의 사다리를 구성하려면 다양한 유형의 표준 촉광과 잣대가 필요하다.

## 각 크기와 거리의 관계
각지름 θ, 실제(물리적) 지름 r, 및 관찰자로부터 물체의 거리 D 사이의 관계는 다음과 같이 주어진다.
{\displaystyle \theta \approx {\frac {r}{D}}}
여기서 θ는 라디안으로 측정된다.
우주 공간이 팽창하기 때문에 광원과 관찰자 사이의 거리를 측정하는 유일한 방법은 없으며, 표준 잣대로 측정한 거리는 각지름 거리라고 한다. 표준 촉광은 광도 거리라고 하는 또 다른 유형의 거리를 측정한다.

## 같이 보기
- 표준 촉광
- 바리온 음향 진동
- 각지름 거리
- 시차
- 우주 거리 사다리